# Gazdagok és szépek
A Gazdagok és szépek (The Bold and the Beautiful), gyakori rövidítése B&B egy 1987-es amerikai szappanopera, William J. Bell és Lee Phillip Bell tollából. Jelenleg ez az egyetlen amerikai szappanopera, amely 30 perces epizódokból áll, és a legjobban hasonlít a mexikói szappanoperákhoz. A sorozat jelenleg is fut. Az első epizódot 1987. március 23-án mutatták be, azóta a sorozat a világ legnézettebb szappanoperájává nőtte ki magát, átlagosan 25-26 millió nézővel világszerte. Jelenleg a második legnézettebb napi szappanopera az Egyesült Államokban. A sorozatot eddig 31 Daytime Emmy-díjjal tüntették ki, köztük kétszer, 2009-ben és 2010-ben a legjobb napi sorozat kategóriában.
A történet Los Angeles-ben játszódik központjában az elegáns, jómódú Forrester családdal, akik a divatiparban szereztek hírnevet maguknak.

## Történet
|  | Alább a cselekmény részletei következnek! |

A történet középpontjában a divat üzletház tulajdonos Forrester család áll. Stephanie Douglas, egy erős akaratú asszony egy gazdag család lánya a Northwestern Egyetemen, Chicagóban találkozott férjével, Eric Forresterrel, ahol mindketten divattervezést tanultak. Hamarosan összeházasodtak, Los Angelesbe költöztek, és megalapították a Forrester Creations nevű divat céget, amely előkelő női divatáruk tervezésével és gyártásával foglalkozik. Eric tervezői kreativitásával és Stephanie pénzügyi támogatásával sikeres, nemzetközileg elismert vállalatot hoztak létre. Négy gyermekük született: Ridge, Thorne, Kristen és Felicia. Évekkel később, amikor a gyerekek felnőttek, kiderült, hogy Ridge biológiai apja Massimo Marone. Ericnek pedig Brooke Logannel való házasságól két gyermeke született: Rick és Bridget. Eric és Stephanie házassága amolyan se veled, se nélküled kapcsolat, az évek során háromszor váltak el.
A Forrester Creations fő vetélytársa a piacon a Sally Spectra által vezetett Spectra Fashions. Eleinte Stephanie és Sally riválisok voltak, majd az idők folyamán barátok lettek, Sally feladta saját cégét és a Forrester Creations-nak kezdett dolgozni.
Sally lánya Macy Alexander, énekesnő, Thorne Forresterrel kötött házasságának kudarcba fulladása után az  alkoholizmusba menekült, végül külföldre utazott apjával, Adammel. Miután kiderült, hogy Olaszországban van, vissza kellett költöznie, Los Angelesbe, és vissza kellett térnie férjéhez, Thorne-hoz.
Massimo Marone a milliomos hajógyáros, Stephanie gyerekkori barátja, akivel az egyetemi évei alatt is jóban voltak. Stephanie az esküvője előtti napon lefeküdt vele, ebből az együttlétből született Ridge. Röviddel ezután megjelent Massimo egykori szeretője, Jacqueline Payne, aki bejelentette, hogy van egy fia Massimotól, Dominick „Nick” Payne, aki Ridge-el ellentétben nem üzletember típus még a nevét is megváltoztatta Payne-re a Marone helyett.

## Szereplők

### Jelenlegi szereplők
| Szerep                                              | Színész                                                                      | Magyar hang        |
| --------------------------------------------------- | ---------------------------------------------------------------------------- | ------------------ |
| Marcus Forrester 2008 –                             | Texas Battle                                                                 |                    |
| Owen Knight 2008 –                                  | Brandon Beemer                                                               |                    |
| Thomas Forrester 2004 –                             | Drew Tyler Bell                                                              |                    |
| William 'Bill' Spencer 2009 –                       | Jim Storm Don Diamont                                                        | Orosz István       |
| Jacqueline Payne Marone Jacqueline M. Knight 2003 – | Lesley-Anne Down                                                             | Andresz Kati       |
| Stephanie Forrester 1987 –                          | Susan Flannery                                                               | Menszátor Magdolna |
| Donna Logan Forrester 2006 –                        | Jennifer Gareis                                                              |                    |
| Thorne Forrester 1987 –                             | Jeff Trachta Winsor Harmon 2006 –                                            | Holl Nándor        |
| Whipple Jones 2002, 2009 –                          | Rick Hearst                                                                  |                    |
| Bridget Forrester Marone 1997 –                     | Agnes Bruckner 1997 – 1999 Jennifer Finnigan 2000 – 2004 Ashley Jones 2004 – |                    |
| Felicia Forrester 2005 –                            | Lesli Kay                                                                    | Kocsis Judit       |
| Brooke Logan Forrester 1987 –                       | Katherine Kelly-Lang                                                         | Hámori Eszter      |
| Rick Forrester 2007 –                               | Kyle Lowder                                                                  |                    |
| Eric Forrester 1987 –                               | John McCook                                                                  | Csernák János      |
| Pamela Douglas 2006 –                               | Alley Mills                                                                  |                    |
| Ridge Forrester 1987 –                              | Ronn Moss                                                                    | Galambos Péter     |
| Justin Barber 2009 –                                | Aaron D. Spears                                                              |                    |
| Katie Logan 2007 –                                  | Heather Tom                                                                  |                    |
| Dr. Taylor Hayes Forrester 1990 – 2002, 2004 –      | Hunter Tylo                                                                  | Spilák Klára       |
| Dominick "Nick" Payne Marone 2003 –                 | Jack Wagner                                                                  |                    |
| Steffy Forrester 2008 –                             | Jacqueline MacInnes Wood                                                     |                    |
| Sandy Sommers 2009 –                                | Sarah Brown                                                                  |                    |

### Visszatérő szereplők
| Szerep                                               | Színész                 | Magyar hang   |
| ---------------------------------------------------- | ----------------------- | ------------- |
| Dr. James Warwick 1993 – 1999, 2004, 2008, 2009–     | Ian Buchanan            |               |
| Jarrett Maxwell 2004 –                               | Andrew Collins          |               |
| Stephen Logan 2006, 2007 – 2008, 2009 –              | Patrick Duffy           |               |
| Rocco Carner 1987 – 1989, 2009 –                     | Bryan Genesse           |               |
| Alexandria Forrester 2006 –                          | Harley Graham           |               |
| Charlie Baker nyomozó 2007 – 2008, 2009 –            | Mykel Shannon Jenkins   |               |
| Brad Baker kapitány 1997 – 1998, 2001 – 2004, 2006 – | Dan Martin              |               |
| Jake Maclaine 1990 – 1992, 2007 –                    | Todd McKee              |               |
| Clarke Garrison 1987 – 1992, 1996 – 2007, 2009 –     | Daniel McVicar          | Rékasi Károly |
| Jack Marone 2008 –                                   | Edward and James Nigbor |               |
| Hope Logan 2004 –                                    | Amanda and Rachel Pace  |               |
| R.J. Forrester 2007 –                                | Ridge Perkett           |               |
| Beth Logan 2008 –                                    | Robin Riker             |               |
| Dino Damiano 2008 –                                  | Andrew and Jacob Scotto |               |
| Madison 2007 –                                       | Stephanie Wang          |               |

### Egykori szereplők
| Szerep                                       | Színész            | Magyar hang                    |
| -------------------------------------------- | ------------------ | ------------------------------ |
| Kristen Forrester                            | Teri Ann Linn      | Náray Erika                    |
| Sheila Carter                                | Kimberlin Brown    | Varga Mária                    |
| Dante Damiano                                | Antonio Sabàto Jr. |                                |
| Priscilla Kelly                              | Linda Gray         |                                |
| Sally Spectra                                | † Darlene Conley   | Tóth Judit                     |
| Hector Ramírez 2004 – 2006                   | Lorenzo Lamas      |                                |
| Phoebe Forrester                             | Mackenzie Mauzy    |                                |
| Dr. Christian Ramirez 2006                   | Mario López        |                                |
| Darla Dinkle Einstein Forrester              | Schae Harrison     | Biró Anikó                     |
| Saul Feinberg                                | † Michael Fox      | Pataki Imre                    |
| Sly Donovan                                  | Brent Jasmer       | Schnell Ádám                   |
| Caroline Spencer Forrester 1987 – 1990, 2001 | Joanna Johnson     | Fazekas Zsuzsa                 |
| Karen Spencer 1991 – 1994, 2009              | Joanna Johnson     |                                |
| Macy Alexander Forrester Chambers Sharpe     | Bobbie Eakes       | Madarász Éva                   |
| Jack Hamilton                                | Chris Robinson     | Cs. Németh Lajos Kristóf Tibor |
| Blake Hayes                                  | Peter Brown        | Jakab Csaba                    |
| Lauren Fenmore                               | Tracey E. Bregman  | Antal Olga                     |
| Helen Logan                                  | † Lesley Woods     |                                |
| Tommy Bayland                                | † Tim Choate       |                                |
| Damon Warwick                                | † James Doohan     |                                |
| Ruthanne Owens                               | † Michelle Davison |                                |
| Alisa Cordova                                | Sabrina Bryan      |                                |
| Margo Maclaine Lynley 1987 – 1992, 2002      | Lauren Koslow      |                                |
| Michael Lai 1995 – 1997                      | Lindsay Price      |                                |
| Jasmine Malone 1995 – 1996                   | Lark Voorhies      |                                |
| Jessica Forrester 1994 – 1996                | Maitland Ward      |                                |
| Jimmy Ramirez 2004 – 2005                    | Chris Warren Jr.   |                                |
| Ann Douglas 2006 – 2008                      | Betty White        |                                |

## Hírességek a sorozatban
- Bob Barker (önmaga) találkozik Amber Mooreral, hogy megvitassák a legújabb díivat irányzatot. (2002)
- Stephanie Beacham (önmaga) - Megjelenik a Jackie M butik megnyitásán (2004)
- Christopher Cazenove (önmaga) - Megjelenik a Jackie M butik megnyitásán (2004)
- Kabir Bedi (Rashid Omar herceg) (1994-1995)
- Phyllis Diller (Gladys Pope) - (1995-2004)
- Patrick Duffy (Stephen Logan) (2006-2008)
- Michael Clark Duncan - Thorne cellatársa (1995)
- Fabio (önmaga) (2002)
- Linda Gray (Priscilla Kelly) (2004-2005)
- Tippi Hedren (Helen Maclaine) (1990-1991)
- Charlton Heston (önmaga) (1993)
- Mario Lopez (Dr. Christian Ramirez) (2006)
- Joseph Marcell (Hudson) (2003-2004)
- Constantine Maroulis as Constantine Parros (2007)
- Robin McGraw (önmaga) (2009)
- Jon McLaughlin (önmaga) (2007)
- Alley Mills (Pamela Douglas) Stephanie húga
- Usher (Raymond) - Amber Moore barátja (1998)
- Dionne Warwick (önmaga)
- Betty White (Ann Douglas) - Stephanie eltűntnek hitt anyja
- Bryan White (önmaga) a So Much For Pretending című dalt énekli (1997)

## Fordítás
- Ez a szócikk részben vagy egészben  a   The Bold and the Beautiful című angol Wikipédia-szócikk fordításán alapul.  Az eredeti cikk szerkesztőit annak laptörténete sorolja fel. Ez a jelzés csupán a megfogalmazás eredetét és a szerzői jogokat jelzi, nem szolgál a cikkben szereplő információk forrásmegjelöléseként.